# たちばな天文台

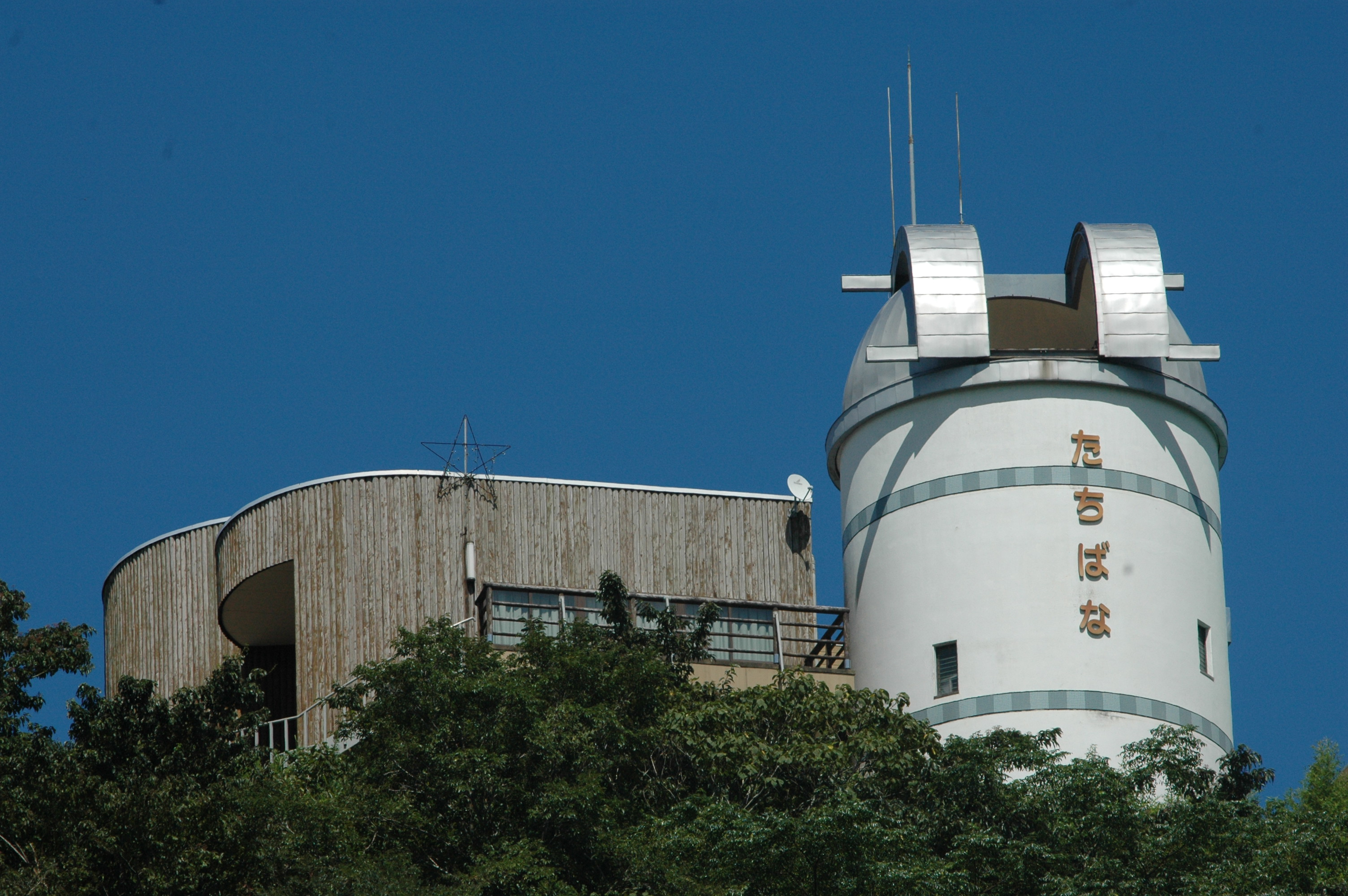
たちばな天文台外観

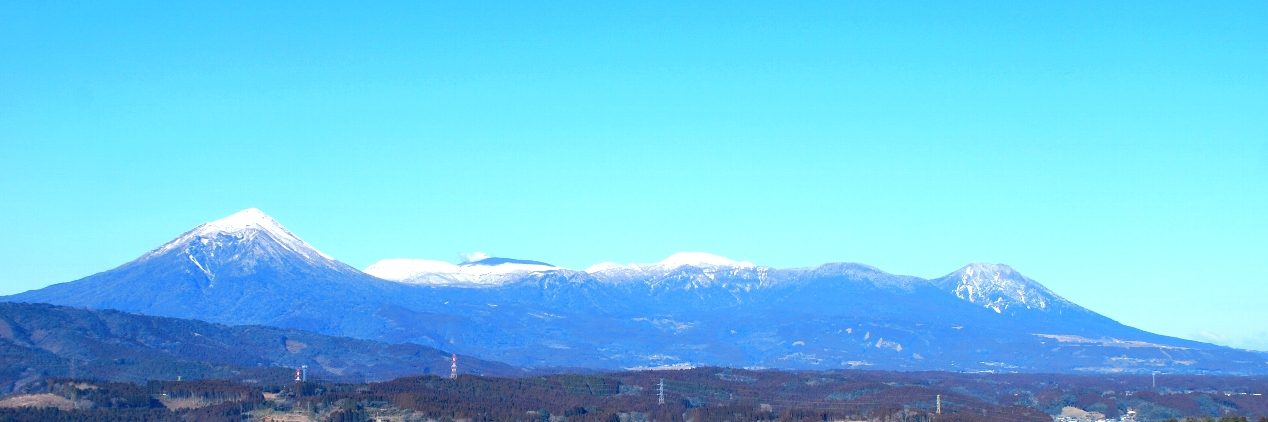
たちばな天文台から一望出来る霧島連峰

たちばな天文台（たちばなてんもんだい）は、宮崎県都城市高崎町にある公開天文台である。

## 概要
所在地の旧高崎町が「星が日本一きれいに見える町」に1987年（昭和62年）から通算7回選ばれ、10回連続して入賞した星空の美しい町であったことから、1991年（平成3年）10月5日にオープンした。
高崎町は2006年（平成18年）1月1日に合併して都城市の一部となっており、合併後は、第三セクターの高崎町星の郷総合産業株式会社が指定管理者として施設を運営している。
高崎町星の郷総合産業株式会社が都城市の4つの温泉施設が合併し、2018年（平成30年度）4月1日都城ぼんち地域振興株式会社が指定管理会社として施設を運営していた。

## 施設・機器
- カセグレン式望遠鏡（口径50cm）
- ケプラー式望遠鏡（口径20cm）
- シュミットカセグレン式望遠鏡（口径40cm）
- ニュートン式望遠鏡（口径20cm）
- デジタルプラネタリウム
- 研修室

## 開館日時
- 月-水、日：10:00 - 15:00
- 金-土、祝前日：10:00 - 15:00 19:00 - 22:00
- 木：休館

ゴールデンウィーク、夏休み等の長期休暇中は、夜間特別開館される。

## 所在地
- 住所：〒889-4505
- 宮崎県都城市高崎町大牟田 1461－22
- Tel：0986-62－4936

## アクセス
- JR九州吉都線高崎新田駅から徒歩20分
- 宮崎自動車道高原ICから車で15分、都城ICから車で20分

## 周辺施設
- ラスパたかざき（温泉施設）
- 東霧島神社